# Casciago
Casciago (Cas'ciàgh in dialetto varesotto) è un comune italiano di 3 567 abitanti della provincia di Varese in Lombardia.
Il comune è situato a pochi chilometri dal lago di Varese ed è facilmente raggiungibile tramite l'Autostrada A8 (uscita Varese) oppure con le Ferrovie Nord Milano (stazione Morosolo/Casciago).
Presenta edifici religiosi interessanti quali la chiesa di Sant'Eusebio, la chiesa di San Giovanni, la chiesa parrocchiale dei Santi Agostino, Monica e Giovanni Battista, la chiesa parrocchiale di Sant'Ambrogio nella frazione Morosolo.
Altri edifici rilevanti sono la Villa Andreani Castelbarco-Albani del 1780 e la Villa Stampa Foscarini del 1700 dove ha soggiornato Alessandro Manzoni.
Casciago è lambito dal torrente Tinella.

## Storia

### Le prime tracce
Le prime tracce certe sul paese di Casciago risalgono ad un documento anteriore al 959, nel quale è riportato il debito in denaro, vino e grano che alcuni abitanti avevano nei confronti del santuario di Santa Maria del Monte. Questa è solo una tra le testimonianze che si susseguono negli anni posteriori alla fine del regno longobardo, durante il dominio dei re italici e degli imperatori germanici, quando la Chiesa ambrosiana riveste anche un importante ruolo politico ed economico. Conseguentemente a donazioni e ad acquisti di terreni e immobili il santuario di Santa Maria del Monte diventa proprietario delle terre intorno al Campo dei Fiori e a Casciago. In quegli anni la popolazione, fatta di poveri agricoltori e allevatori, conta anche alcuni schiavi e servi, proprietà di pochi signori. 
Impossibile scindere Casciago dalla Chiesa di sant'Eusebio e dall'importante festa che vi si svolge il primo agosto di ogni anno. La prima notizia precisa di questa chiesa si trova in un atto di vendita del 1170, dove si afferma che la chiesa ha due custodi e che è di proprietà comunale, amministrata dai quattro consoli di Casciago.

### Dall'XI secolo al Duecento
Dall'anno mille in poi le vicende si succedono in modo altalenante. La pressione di nuove classi sociali: valvassori, commercianti e artigiani, porta ad una parziale disgregazione delle antiche famiglie, a ciò si sussegue un periodo di tranquillità che vede fiorire il commercio e aumentare la crescita demografica. 
Casciago non resta estraneo alle lotte tra il pontefice Gregorio VII e l'imperatore Enrico IV che coinvolgono i territori di Milano e di Varese, infatti, molte persone si rifugiano nel suo territorio per programmare piani di rivincita. Il paese vive profonde trasformazioni sociali, politiche ed economiche; nell'epoca dei Comuni i consoli e il curato di Sant'Eusebio entrano in conflitto con l'arciprete di Santa Maria del Monte. Lentamente cresce un relativo benessere e le nuove professioni, come quelle di giudice e di notaio, si affiancano a quelle tradizionali.
Nel Duecento Varese si stacca dal Seprio e entra nell'orbita di Milano. In questo periodo diversi sono gli atti di vendita che riguardano Casciago: nel 1206 un prete vende, per conto della chiesa di Sant'Eusebio, delle terre al santuario di Santa Maria del Monte e molte altre vendite seguiranno, contribuendo ad aumentare l'influenza del santuario. L'arcipretura di Santa Maria del Monte concedeva ai massari contratti di varia durata nei quali era previsto un fitto in contanti e natura in cambio dell'utilizzo delle vaste terre.

### Dal Trecento al tardo Rinascimento
Durante il Trecento Varese vive un declino politico, ma il secolo è positivo economicamente. In un atto del 1396 un residente di Velate attesta un lascito ai poveri di Casciago. Risale a quest'epoca l'importanza del ramo casciaghese della famiglia Castiglioni.
A metà del Quattrocento alcune donne condividono le loro vite e le dedicano all'aiuto dei pellegrini presso il santuario, e con l'approvazione del papa, nel 1474, la nascita del monastero di clausura è ufficiale. Questo fatto fa crescere la competizione tra le famiglie nobili per rendere il luogo sempre più adorno. In questo periodo il santuario acquista sempre più terre a Casciago per arrivare addirittura a 276 pertiche nell'anno 1469.
Arriva nel Cinquecento il dominio dell'imperatore Carlo V, il quale nel 1538 autorizza la vendita dei territori della "Frazione Superiore di Varese", che comprendevano anche Casciago, e dà a Varese il privilegio di non essere mai infeudata, separando così la storia dei due paesi. Varese resta libera, mentre la Frazione passa ai Visconti Borromeo e in seguito ai Litta Visconti Arese, fino all'abolizione del feudalesimo, nel 1796. 

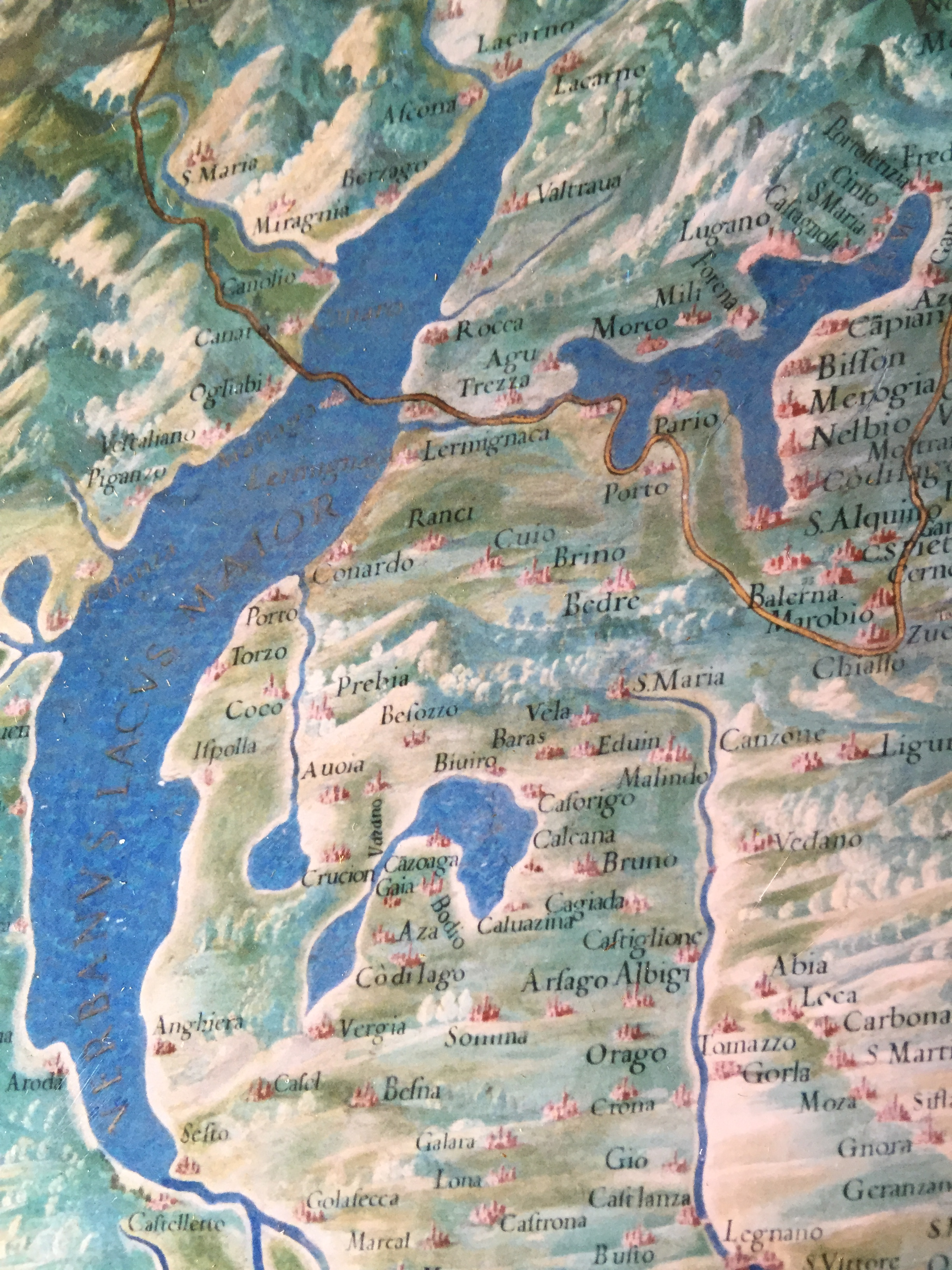
Dettaglio della mappa del Ducato di Milano nella Galleria delle carte geografiche dei Musei Vaticani (Ignazio Danti, 1581); al centro è riscontrabile il toponimo Casorigo, ossia Casarico.

Nella seconda metà del Cinquecento, Varese diventa ricca e meta di visitatori, mentre la Frazione Superiore non vive mutamenti di rilievo. Tra il 1558 e il 1590 si può notare come i possidenti di Casciago diminuiscano e come le famiglie di piccoli proprietari spariscano, probabilmente costrette a vendere per debiti, sostituite da una nascente borghesia fatta da medici, mercanti e notai. 
In occasione della visita pastorale a Varese di Carlo Borromeo, nel 1567, alcuni suoi delegati visitano Casciago. Qualche anno dopo san Carlo si reca personalmente al paese e la preparazione a questa visita ci dà l'opportunità di conoscere le modeste dimensioni dei luoghi di culto che esistevano allora. Attenzione particolare è data agli arredi e ai paramenti sacri, il cardinale sottolinea che a Sant'Eusebio l'altare era piccolo e la necessità di ristrutturazioni. Il santo pensa anche ad aspetti meno pratici, e più importanti: spingendo lo studio della Dottrina e riorganizzando le feste votive. Nel 1581 un collaboratore del cardinale visitò il paese e trovò Sant'Eusebio in buono stato.

### Spagnoli e austriaci: tra Seicento e Settecento
Il cardinale Federico Borromeo visita Casciago nel 1612 e dà il suo appoggio alla costruzione del Sacro Monte di Varese. 
Nei primi anni trenta del secolo la peste colpì anche Casciago lasciando tracce profonde sul territorio. È durante il Seicento che si ha la certezza della coltivazione del gelso sui terreni del paese; i mestieri più diffusi continuavano ad essere quelli del contadino e del muratore. Malgrado la morte nera, dal 1631 al 1657 i nati sono 283.
Le vicende della Lombardia durante il Settecento sono di arretratezza rispetto alle isole Britanniche e alla Francia e il nostro piccolo paese viene fotografato nel 1722 da un catasto che fissa la popolazione in poco più di 300 anime, impiegate maggiormente nella coltivazione di frumento, segale, gelso e viti, viene riportata l'esistenza di quattro torchi e di nessuna osteria, né di mulini o di fornaci. 
Degno di nota è l'oggettivo valore superiore delle terre di Casciago rispetto a quelle di Morosolo. Nella seconda metà del secolo ville e palazzi iniziano a sorgere grazie alla notevole bellezza del territorio casciaghese. Il palazzo sede del municipio è stato costruito dal nobile Andreani, ha visto la proprietà di Ballabio e dei Principi Castelbarco.
Le abitazioni più diffuse, in questo secolo, sono le case massaricie, a più piani, costruite da pietre e calce, con annesso un rustico adibito a stalla o fienile. Una scala esterna unisce il porticato ai piani superiori e i bachi da seta sono allevati in cucina o nelle camere. Ogni casa è autonoma, possedendo forno e pozzo. 
Con l'assolutismo illuminato della dominazione austriaca di Maria Teresa e in seguito di Giuseppe II lo stato moderno muove i primi passi. La gestione della cosa pubblica è affidata ai proprietari terrieri e ai commercianti. Le riforme della modernità cancellano la tradizione democratica di Casciago che era molto antica, infatti c'era un consiglio generale con due sindaci, un console e nella pubblica piazza si tenevano assemblee.

### Dall'età napoleonica all'unità d'Italia
Con l'età napoleonica i mutamenti sono profondi: l'abolizione del feudalesimo, l'arruolamento obbligatorio, l'abolizione di enti religiosi — tra i quali il santuario di Santa Maria del Monte —, la vendita a privati — nobili e borghesi — di beni ecclesiastici, nuovi ordini amministrativi e il Codice Civile non possono che coinvolgere anche Casciago. Pochi sono arruolati, ma il grande cambiamento interessa alcune famiglie sia borghesi sia nobili che entrano in possesso delle proprietà degli enti religiosi. In quegli anni Casciago perde la municipalità entrando a far parte del vicino paese di Masnago.
Il ritorno dell'Austria segna la partenza per la leva obbligatoria che durava otto anni e che coinvolge molti giovani del paese. Di questi anni è l'obbligatorietà di aprire scuole per i bambini, finanziate dai comuni e supervisionate dai parroci, atto che Casciago riesce a compiere. Nel 1845 i fratelli Talacchini aprono la prima filanda serica che nel giro di alcuni anni vedrà nascere altri stabilimenti darà lavoro a tantissimi operai. Con la seta continua, in modo economicamente rilevante, la coltivazione del gelso che molte famiglie compiono. Ciò non esclude l'esigenza d'emigrazione che si presenta in modo ricorrente. Un'entrata era anche fornita dagli esposti: diverse famiglie accettavano l'affidamento di questi bambini illegittimi e abbandonati in cambio di un compenso. La famiglia Talacchini si distingue anche per aver dato i natali ad Antonio, che da muratore diventa appaltatore del Lombardo-Veneto e costruisce il ponte della ferrovia, ancora utilizzato, che unisce Venezia a Mestre e localmente provvede a canalizzare l'acqua per uso domestico. All'apice del suo successo, la famiglia Talacchini commissiona a Carlo Gerosa, ritenuto il ritrattista per eccellenza dell'alta borghesia milanese dell'epoca, un ritratto di famiglia sullo sfondo delle loro proprietà di Casciago.
Durante la visita pastorale dell'arcivescovo Romilli nel 1855 si annota che gli edifici sacri sono tenuti bene, ma ormai piccoli per il numero crescente della popolazione.
Mentre le gesta di Garibaldi risuonavano, l'autorità austriaca obbliga Casciago ad un mutuo di 2000 lire nel 1848, per coprire le spese militari. Anche Casciago ebbe il suo patriota, Giuseppe Riboni, che morì nel 1860 combattendo per la libertà d'Italia.

### Dal Regno d'Italia alla seconda guerra mondiale
Fin dal 1898 i sindaci dello stato italiano erano nominati dal re, scelti tra i consiglieri e in seguito eletti dal consiglio comunale. Il primo sindaco di Casciago fu Antonio Talacchini, non l'impresario edile. 
Dall'Unità allo scoppio della Grande Guerra i cimiteri sono ampliati, costruiti gli uffici comunali, aiutata la parrocchia. La rete stradale, che aveva avuto importanti attenzioni durante dominazione austriaca, è migliorata e viene stanziato molto denaro per la scuola e i bisognosi. 
Agli inizi del Novecento il comune e le Congregazioni di carità danno l'avvio all'asilo. Con grandi sforzi, ma mediocri risultati si investe nell'istruzione. Casciago ha una scuola elementare per i bambini e una per le bambine. Le scuole serali sono frequentate specialmente dagli adulti. In questo periodo si afferma un monopolio politico fatto da idee liberali, moderati, democratici e cattolici come il principe Castelbarco e il conte Stampa. Alcuni erano dichiaratamente massoni. Dai parroci parte l'iniziativa di un'Unione rurale con intento antisocialista.
La vita economica continua ad essere agricola e i maggiori proprietari terrieri sono i Talacchini, l'ospedale di Varese, i nobili tra cui Castelbarco, Maffei e Stampa e la parrocchia. L'attività industriale è intorno alle filande. Nel 1884 la ferrovia attraversa il territorio del paese, ma solo più tardi viene edificata una stazione con traffico ridotto. Nel 1914 il tram passa anche da Casciago e negli stessi anni gli abitanti iniziano anche ad usare un efficiente servizio postale. 
Gli abitanti crescono lentamente ma costantemente, così com'è costante la presenza di casciaghesi, in cerca d'impiego, all'estero; talmente rilevante che prima della partenza dei lavoratori stagionali a sant'Eusebio si fa una festa. 
Il 1885 vede la fondazione della Società di Mutuo Soccorso, ad opera dell'ingegnere Lanfranconi, questa si distingue per l'impegno verso i lavoratori. Nella sede vengono organizzati corsi serali e le sale sono affittate a costi contenuti. I soci raggiungeranno la cifra di 450. Sulla scia della Società di mutuo soccorso nel 1905 il Circolo familiare viene aperto, con il divieto d'accesso alle donne, e nel giro di breve tempo dei socialisti lo trasformano in sede di conferenze e riunioni di partito.
In quegli anni la convivenza tra vita politica e rilegiosa non fu facile. In seguito all'omicidio di re Umberto I i rappresentanti del comune non mettono alcun segno di lutto attirando le critiche del parroco. Tra il 1866 e il 1868 la parrocchia è ampliata e il nuovo parroco riesce a creare dei gruppi di Luigini e di Figlie di Maria; ristabilendo anche la festa del patrono, san Giovanni Battista, preparando i bambini alla Prima Comunione e inaugurando l'oratorio dedicato a San Carlo. In risposta a queste opere positive ci sono profanazioni, sacrilegi, e furti di elemosine.
L'arrivo del XX secolo porta con sé venti di guerra e la popolazione di Casciago ne è duramente colpita. Vasto è il numero dei giovani partiti per il fronte che non faranno ritorno ma è anche la miseria della guerra a far soffrire chi è rimasto. L'oratorio è chiuso, alla Società di mutuo soccorso - che aveva donato dei soldi alle famiglie dei soldati - sono requisiti i locali e i corsi scolastici sospesi. Per dare impiego ai disoccupati si amplia il cimitero. L'aiuto del Governo alle famiglie è irrisorio.
Durante l'amministrazione socialista di Casciago, negli anni venti, la situazione economica è preoccupante e il sindaco sollecita le famiglie agiate, Castelbarco, dell'Acqua e Valerio a contribuire alle spese obbligatorie del comune.
Il Fascismo penetra lentamente e con difficoltà nel paese, ma nel 1924 la cittadinanza onoraria viene data a Mussolini. Il Circolo familiare è costretto a mutare orientamento politico, e il consiglio di amministrazione della Società di mutuo soccorso viene sciolto e affidato ai commissari prefettizi.
L'opera di fascistizzare Casciago comprende la realizzazione di lavori pubblici, e la presenza di numerose ville signorili (Castelbarco, Pirelli, della Torre, dell'Acqua, Pozzi, Galimberti, Valerio…) garantiva una dignitosa entrata all'erario comunale. Il podestà decide di realizzare con quei soldi, una diversa sede municipale, scuole, assistenza medica gratuita per chi non poteva permettersela, approvvigionamento idrico, illuminazione pubblica, telefono, e una pompa di benzina. Ma le condizioni di vita peggiorano, molti emigrano, i dipendenti hanno stipendi più magri. Fortunatamente la Società di mutuo soccorso aiuta gli ammalati, le vedove, istruisce la popolazione. Nel 1931 il Regime fa chiudere l'oratorio e scioglie le associazioni cattoliche del paese. Tuttavia la vita religiosa non cambia molto. La visita del cardinale Schuster segna un momento importante nella vita della parrocchia. Egli sottolinea l'esigenza della costruzione di una nuova chiesa, più grande, che grazie allo sforzo e ai sacrifici di tutti è eretta in poco più di un anno.
La guerra torna, fin dal 1940 i beni di prima necessità sono razionati, e il campo sportivo trasformato in agricolo, le campane fuse per scopi militari. Partono i soldati per la Grecia, l'Africa, la Russia. La notte del 1º aprile 1943 Casciago è quasi colpita dal bombardamento Americano, teso a colpire la vicina Macchi, a Varese. La nottata si risolve in un grande spavento per la popolazione, ma fortunatamente non ci sono né danni, né feriti.
Le prime elezioni libere dopo la conclusione della seconda guerra mondiale, alle quali le donne possono recarsi, si svolgono nell'aprile 1946. Negli anni seguenti, riflettendo il clima europeo, a Casciago si contrappongono le idee di una società liberal-occidentale e quelle del modello sovietico. Nel maggio del 1951 l'affermazione della Dc è schiacciante e l'allora conte Carlo Castelbarco Albani viene eletto sindaco, carica che mantiene fino al 1989. La sua amministrazione investe su strutture fondamentali come la rete elettrica, completa quella fognaria, asfalta le strade, e acquista la villa Castelbarco dal padre dello stesso Sindaco ove si trasferisce la sede comunale, l'ambulatorio, le scuole e gli uffici postali. 
Viene ampliato l'asilo e si collega, tramite i mezzi pubblici, Casciago inferiore con il capoluogo. La popolazione aumenta, fino a raddoppiare, a causa dello sviluppo edilizio non sempre ordinato.
Secondo le ricerche fatte da Alessandro Manzoni, sollecitate da Jean Joseph Poujoulat, il rus Cassiciacum dove Agostino restò circa un anno e dove compose le sue prime opere, è proprio il paese di Casciago. In occasione del milleseicentesimo anniversario della conversione del santo, nel 1986 il Comune decise di promuovere un convegno di studi per raccogliere l'eredità agostiniana. Viene poi commissionato un monumento, una statua di marmo di Carrara realizzata dal professor Floriano Bodini, affinché anche l'arte non resti esclusa dai lavori culturali del convegno e come testimonianza fisica e tangibile del ricordo del santo.

### Simboli
Nello stemma comunale è raffigurata una torre medievale posta sulla pianura di verde. Il gonfalone è un drappo di azzurro.

## Monumenti e luoghi d'interesse

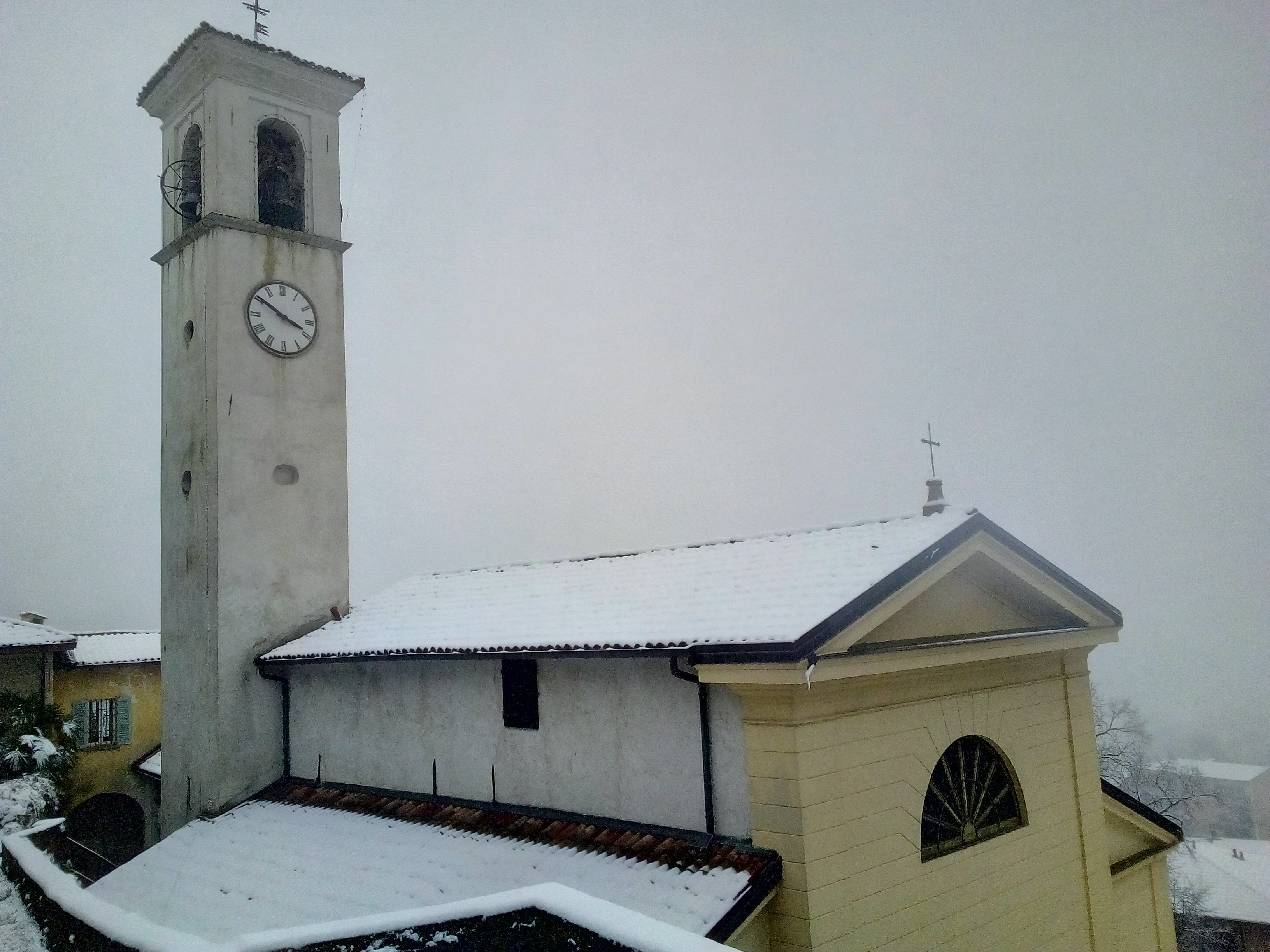
Chiesa di san Giovanni Battista

### Architetture religiose

#### Chiesa Parrocchiale di Sant'Eusebio

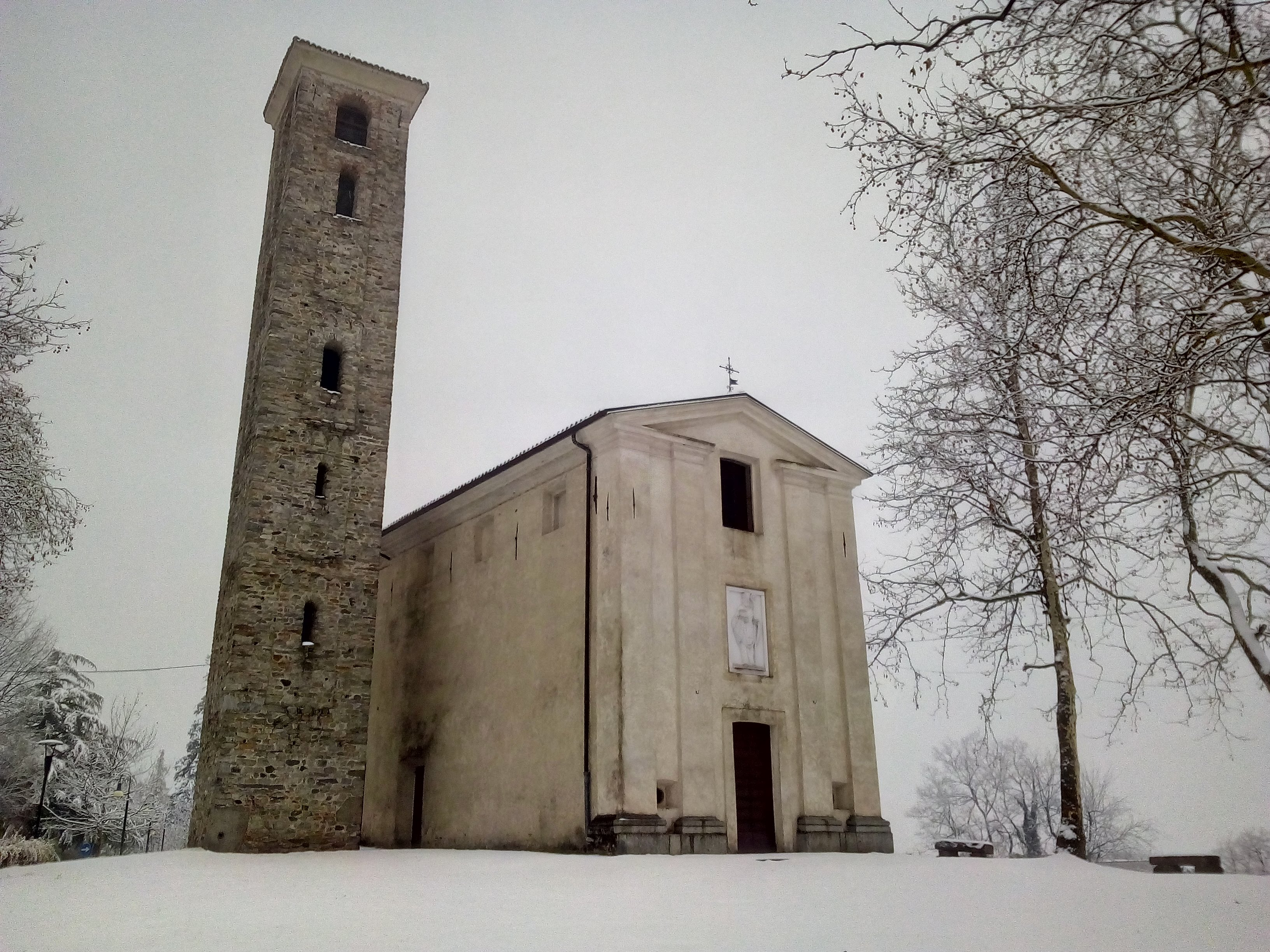
La chiesa di Sant'Eusebio

La prima menzione della caratteristica chiesa è rintracciabile nel 1056, in seguito alla Riforma cattolica e in particolare al periodo della cattedra ambrosiana di Carlo Borromeo le testimonianze diventano più frequenti. Le pareti laterali e la facciata risalgono ad un'epoca non molto posteriore, anche se durante il Seicento sono state modificate. La monofora murata a doppio strombo sulla parete meridionale si fa risalire all'architettura romanica. I primi lavori importanti avvennero nel Seicento e si protrassero per diversi anni.
Da notare è la statua lignea del santo, Eusebio di Vercelli, della quale si parla già nel 1683 e che era posta al di fuori dell'edificio, in una nicchia esterna sopra la porta. L'altare risale al Settecento e in una annotazione del 1855 l'arcivescovo indica che la statua è riposta al centro dell'altare in una nicchia protetta da vetri. Il decoro sobrio dell'interno risale al 1892. 
Negli anni 80 del XX secolo e successivamente a partire dal 2000 sono stati fatti dei lavori di mantenimento e ristrutturazione. 
Già nella seconda metà del Cinquecento si parla del sagrato come del cimitero dell'allora piccola comunità. 
Ai tempi di san Carlo il culto di sant'Eusebio diventa vistoso. Il primo di agosto numerosi devoti si riuniscono e celebrano il santo, al quale viene attribuita la virtù di risanare i malati dalla febbre.
Agli inizi del XX secolo la festa diventa una sagra del Varesotto, con diversi aspetti profani, che ancora oggi si mantengono. La festa si apre alla vigilia, il 31 luglio con l'incendio del pallone, globo di materiale infiammabile che appeso all'esterno dell'edificio viene bruciato in memoria del martirio del santo. La mattina di buon'ora inizia la celebrazione della Messa che si ripete diverse volte fino a prima di pranzo. Durante il pomeriggio, intorno alla chiesa, si tiene una sorta di mercato con bancarelle di dolci, giochi, e oggetti vari. Culmine delle celebrazioni è l'arrivo della Processione dell'Offerta dove i fedeli portano delle "barelle" con ricchi doni che vengono messi all'incanto, tenuto rigorosamente in dialetto, e il ricavato è donato alla parrocchia. La sera attira migliaia di visitatori dai paesi limitrofi, anche grazie allo spettacolo pirotecnico.

#### Altro
- Chiesa di San Giovanni Battista

### Architetture civili

#### Villa Andreani-Castelbarco-Andreani
Progettata da Leopold Pollack e inserita in un parco all'inglese curato da Emilio Alemagna, Villa Andreani-Castelbarco-Andreani (XVIII secolo) è un edificio in stile neoclassico. Iniziata a costruire nel 1780, la villa non fu mai completata. All'Alemagna si deve anche la costruzione dell'ala occidentale (1867), la più recente, che si presenta come un corpo di fabbrica a pianta quadrata, all'interno del quale fu realizzato lo scalone d'onore.

#### Villa Stampa Foscarini
La frazione di Morosolo ospita Villa Stampa Foscarini, edificio tardosettecentesco già appartenuto a Stefano Decio Stampa (marito della seconda moglie di Alessandro Manzoni).

## Società

### Evoluzione demografica
- 300 nel 1751
- 407 nel 1805
- annessione a Masnago nel 1809 e a Luvinate nel 1812
- 613 nel 1853

Abitanti censiti

## Infrastrutture e trasporti
Fra il 1914 e il 1940 Casciago ospitò una fermata della tranvia Varese-Angera, gestita dalla Società Anonima Tramvie Orientali del Verbano (SATOV). Ad oggi, il medesimo percorso è svolto dall'autolinea N20 Varese-Angera-Sesto Calende di Autolinee Varesine, la quale ha in carico anche la linea M che collega il capoluogo alla frazione di Morosolo.
Il comune di Casciago, insieme alla frazione di Morosolo, è servito dalla linea ferroviaria FN Saronno-Varese-Laveno Mombello tramite la stazione di Morosolo-Casciago.